# Pseudocopicucullia capazi
Pseudocopicucullia capazi là một loài bướm đêm trong họ Noctuidae.